# Ґвен Стейсі
Ґвендолін «Ґвен» Стейсі (англ. Gwendolyn «Gwen» Stacy) — персонажка коміксів про Людину-павука американського видавництва Marvel Comics. Створена Стеном Лі та Стівом Дітко, уперше з'явилася у коміксі The Amazing Spider-Man #31 (грудень 1965).
Ґвен стає однією з перших кохань Пітера Паркера. У The Amazing Spider-Man #121 (червень 1973) Ґвен гине через його помилку. Смерть Ґвен стала поворотною точкою не тільки для історій Людини-павука, але й для всіх американських коміксів. Сценаристи коміксів і фанати Людини-павука все ще розходяться в думках, хто саме є справжнім коханням Пітера Паркера — Ґвен чи його майбутня дружина Мері Джейн Вотсон.

## Історія публікації
Ґвен вперше з'являється в коміксі The Amazing Spider-Man #31 (грудень 1965).

## Вигадана біографія
Пітер зустрічає Ґвен у вигаданому університеті Empire State University, в якому вони обоє навчаються. В цей час тітка Мей потрапляє в лікарню, через що Пітер не звертає уваги на Ґвен. Вона заводить дружбу з Флешем Томпсоном і Гаррі Озборном. Однак з часом роман між Ґвен і Пітером починає розвиватися. У коміксах Ґвен позиціюється як перше кохання Пітера Паркера — Їхні стосунки починаються майже відразу ж після того, як він розлучається з Мері Джейн Вотсон, яку вважав надто легковажною і безтурботною.
Згодом Їхні стосунки були ускладнені батьком Ґвен, капітаном поліції Нью-Йорка Джорджем Стейсі. Хоча її батькові подобався Пітер і він, до всього іншого, підтримував його альтер его Людину-павука, роман закінчується, не встигнувши початися. Зомбований капітан Стейсі, батько Ґвен, зачинає з Пітером бійку. Ґвен, думаючи, що Пітер напав на її батька, припиняє їхні стосунки, але, дізнавшись правду, вона і Пітер миряться. Стосунки стають ще більш заплутаними, коли її батько гине під падучими уламками з місця битви Людини-павука і Доктора Восьминога. Ґвен звинувачує в його загибелі Людину-павука і вирушає до Європи, щоб подолати почуття втрати. Вона намагається домогтися від Пітера пропозиції та хоче, щоб він умовив її залишитися, але його провина не дає йому так вчинити. До того часу, як Пітер передумує, Ґвен вже відлітає до Англії.
Пітер вирушає до Лондона, щоб побачити Ґвен, але там йому доводиться виступати в ролі Людини-павука. Усвідомлюючи, що Ґвен зрозуміє, хто Пітер насправді, якщо побачить його і Людину-павука в Лондоні одночасно, Пітер їде, так і не зустрівшись з нею. Зрештою Ґвен розуміє свою помилку, що тиснула на Пітера, після чого повертається в Нью-Йорк, між ними поновлюються відносини і вони починають планувати спільне майбутнє.
За словами Стена Лі, сценариста всіх сюжетів за участю Ґвен Стейсі, спочатку він планував, щоб Ґвен залишалася головним і постійним любовним інтересом Людини-павука, проте «якимось чином Мері Джейн, здавалося б, володіла власною особистістю, і, як би сильно ми не намагалися зробити Ґвен більш привабливою, у нас нічого не вийшло! Ми самі відчували, що Мері Джейн виявилася не тільки більш привабливою, але і більш яскравою і цікавою, і ми нарешті вирішили дозволити Пітеру „розставити всі крапки над і“ з нею, але це відчувалося … як ніби персонажка взяла гору!».

### Смерть

Людина-павук з тілом Гвен. Остання сторінка випуску The Amazing Spider-Man #121.

У The Amazing Spider-Man #121 (червень, 1973) Зелений Гоблін (який дізнався, що Пітер Паркер — Людина-павук) викрадає Ґвен Стейсі і тримає її в заручницях на мосту (зображений як Бруклінський міст, але в коміксі описується як Міст Джорджа Вашингтона). Людина-павук прилітає на міст, щоб битися, а коли Гоблін скидає Ґвен з моста, Людина-павук стріляє павутиною, яка охоплює її за талію і зупиняє падіння. Спочатку він думає, що врятував її, але підтягнувши до себе, розуміє, що вона вже мертва. Пітер не розуміє, що саме вбило її: різка зупинка в польоті, що зламала шию, або страх від падіння з висоти, але незалежно від цього він у всьому звинувачує себе. В стані шоку і гніву Людина-павук хоче вбити Гобліна в помсту за Ґвен, але врешті вирішує не робити цього. Гоблін все одно вмирає від свого глайдера, намагаючись вбити Людину-павука.
Смерть Ґвен Стейсі мала величезний вплив на фанатів коміксів в усьому світі, оскільки саме Пітер Паркер став причиною її смерті. До неї, не рахуючи історій про походження, супергерої ніколи не терпіли такі катастрофічні невдачі, а їхні кохані ніколи не вмирали так несподівано і жорстоко. Через це багато фанатів і істориків вважають смерть Ґвен Стейсі кінцем так званого Срібного століття коміксів.
У всесвіті Marvel смерть Ґвен Стейсі має величезні наслідки. Пітер Паркер дуже глибоко переживає її втрату, і стає більш зрілою і співчутливою людиною. Смерть Ґвен сприяє більш тісній дружбі Мері Джейн і Пітера, а пізніше і романтичним стосункам. Після трагедії Майлз Воррен, викладач Ґвен, таємно закоханий в неї, у всьому звинуватив Людину-павука і поклявся помститися йому, прийнявши вигляд суперлиходія Шакала. 
Фотограф Філ Шелдон дружить з Ґвен Стейсі, яка не звинувачує Людину-Павука в смерті її батька. Проста віра Ґвен Стейсі в супергероїв переконує Філа, що мета супергероїв — захист невинних, таких як Ґвен Стейсі. Він вирішує написати книгу, щоб похвалити супергероїв і їх цінність для людства. Коли Зелений Гоблін викрадає Ґвен Стейсі та тримає її в заручниках для приманки Людини-павука, Філ відчайдушно слідує за гобліном в таксі. Він прибуває на міст Джорджа Вашингтона вчасно, щоб побачити боротьбу і смерть Ґвен Стейсі, всупереч відчайдушним спробам Людини-павука врятувати її. Віра Філа в чудеса зруйнована. Він йде з пресфотографії, але передає свої повноваження асистентці Марсі.